# Vallées de la Warche et du Bayehon en aval du barrage de Robertville
Vallées de la Warche et du Bayehon en aval du barrage de Robertville este o arie protejată (arie specială de conservare — SAC, sit de importanță comunitară — SCI, arie de protecție specială avifaunistică — SPA) din Belgia întinsă pe o suprafață de 468,22 ha, integral pe uscat.

## Localizare
Centrul sitului Vallées de la Warche et du Bayehon en aval du barrage de Robertville este situat la coordonatele 50°27′17″N 6°04′50″E / 50.454802°N 6.08066°E.

## Înființare
Situl Vallées de la Warche et du Bayehon en aval du barrage de Robertville a fost declarat arie de protecție specială avifaunistică în decembrie 2016 pentru a proteja 13 specii de animale. Alte tipuri de protecție:
- sit de importanță comunitară (în octombrie 2002)
- arie specială de conservare (în decembrie 2016)[1][3][4]

## Biodiversitate
Situată în ecoregiunea continentală, aria protejată conține 20 de habitate naturale: Ape stătătoare oligotrofe până la mezotrofe, cu vegetație de Littorelletea uniflorae și/sau de Isoëto-Nanojuncetea, Cursuri de apă de la nivel de câmpie la nivel montan, cu vegetație Ranunculion fluitantis și Callitricho-Batrachion, Pajiști umede nord-atlantice cu Erica tetralix, Pajiști uscate europene, Formațiuni de Juniperus communis pe lande sau pajiști calcaroase, Formațiuni ierboase bogate în specii de Nardus, dezvoltate pe substraturi silicioase în zone montane (și în zone submontane, în Europa continentală), Liziere de ierburi înalte hidrofile de câmpie și de nivel montan până la alpin, Fânețe de joasă altitudine (Alopecurus pratensis, Sanguisorba officinalis), Fânețe montane, Mlaștini oligotrofe degradate, capabile încă de regenerare naturală, Grohotișuri silicioase medio-europene, la altitudine înaltă, Pante stâncoase silicioase cu vegetație casmofită, Peșteri inaccesibile publicului, Păduri de fag Luzulo-Fagetum, Păduri de fag Asperulo-Fagetum, Păduri de stejar sau de stejar și carpen sub-atlantice și medio-europene de Carpinion betuli, Păduri pe pante, grohotișuri și ravene de Tilio-Acerion, Păduri acidofile de stejar bătrân cu Quercus robur pe câmpii nisipoase, Mlaștini împădurite, Păduri aluvionare cu Alnus glutinosa și Fraxinus excelsior (Alno-Padion, Alnion incanae, Salicion albae).
La baza desemnării sitului se află mai multe specii protejate:
- păsări (7): pescăruș albastru (Alcedo atthis), buha (Bubo bubo), ciocănitoare neagră (Dryocopus martius), sfrâncioc mare (Lanius excubitor), gaia roșie (Milvus milvus), viespar (Pernis apivorus), ciocănitoare verzuie (Picus canus)
- mamifere (3): vidră de râu (Lutra lutra), liliac de iaz (Myotis dasycneme), liliac comun (Myotis myotis)
- nevertebrate (1): Lycaena helle
- pești (2): zglăvoacă (Cottus gobio), cicar (Lampetra planeri)

Pe lângă speciile protejate, pe teritoriul sitului au mai fost identificate 16 specii de plante, 1 specie de amfibieni, 10 specii de mamifere, 1 specie de reptile.